# 1568

## Събития
- 2 февруари – открити са Соломоновите острови

## Родени
- 5 април – Урбан VIII, римски папа
- 29 май – Вирджиния Медичи,
- 5 септември – Томазо Кампанела, италиански философ

## Починали
- 21 август – Жан дьо ла Валет, велик магистър – хоспиталиер
- 14 октомври – Якоб Аркаделт, композитор